# Koenig & Bauer BKK
Die Koenig & Bauer BKK ist eine deutsche geschlossene Betriebskrankenkasse.
Ihren Ursprung hat die Kasse im Unternehmen Koenig & Bauer. Sie ist seit Januar 1997 gemeinsame Rechtsnachfolgerin zu der 1855 errichteten BKK Koenig & Bauer-Albert AG und der 1991 errichteten BKK KBA Planeta AG.
Der Zusatzbeitrag liegt seit 2018 bei 1,44 %.